# Reprezentacja wyspy Sarema w piłce nożnej mężczyzn
Piłkarska reprezentacja wyspy Sarema jest amatorskim zespołem, reprezentującym estońską wyspę Sarema, znajdującą się na Morzu Bałtyckim. Jest członkiem IIGA i od 1999 roku bierze udział w imprezie Island Games, w której uczestniczą reprezentacje różnych wysp (m.in. Grenlandia, Szetlandy, Guernsey, Rodos), nienależących do FIFA. Drużyna nie osiągnęła żadnego sukcesu na arenie międzynarodowej.

## Miejsce zajęte podczas Island Games
1989-1997 - nie brała udziału

1999 - 14.

2001 - 10.

2003 - 12.

2005 - 6.

2007 - 11.

2009 - 10.

## Oficjalne mecze piłkarskie
Wszystkie międzypaństwowe mecze piłkarskie zespół rozegrał podczas Island Games w latach 1999–2005
27.06.1999 (Väskinde, Gotlandia): Grenlandia - Sarema 4:1 (Peeter Pihel)

28.06.1999 (Fårösund, Gotlandia): Wight - Sarema 6:1 (Taavi Azarov)

29.06.1999 (Dalhem, Gotlandia): Frøya - Sarema 4:1 (Peeter Pihel)

01.07.1999 (Dalhem, Gotlandia): Hitra - Sarema 2:1 (Maikko Mölder)

08.07.2001 (Wyspa Man): Anglesey - Sarema 4:1 (Hendrik Karlson)

09.07.2001 (Wyspa Man): Szetlandy - Sarema 3:2 (Maikko Mölder 2)

12.07.2001 (Wyspa Man): Sarema - Orkady 2:1 (Maikko Mölder 2)

13.07.2001 (Wyspa Man): Grenlandia - Sarema 2:0

29.06.2003 (Guernsey): Anglesey - Sarema 2:0

30.06.2003 (Guernsey): Man - Sarema 4:0

03.07.2003 (Guernsey): Gotlandia - Sarema 3:0

04.07.2003 (Guernsey): Alderney - Sarema 1:0

10.07.2005 (Strom, Szetlandy): Sarema - Wyspy Alandzkie 2:1 (Andrus Koplimae, Martti Pukk)

11.07.2005 (Harbison Park, Szetlandy): Sarema - Man 2:2 (Dmitri Kulikov, Martti Pukk)

12.07.2005 (Strom, Szetlandy): Falklandy - Sarema 2:1 (Dmitri Kulikov)

13.07.2005 (Seafield, Szetlandy): Sarema - Szetlandy 0:0

15.07.2005 (Strom, Szetlandy): Anglesey - Sarema 3:2 (Martti Pukk 2)
Bilans: 17 spotkań, 2 zwycięstwa, 2 remisy, 13 porażek; bramki: 16-43

## Bramki
5 - Maikko Mölder

4 - Martti Pukk

2 - Dmitri Kulikov, Peeter Pihel

1 - Taavi Azarov, Handrik Karlson, Andrus Koplimae

## Kadra 2009[1]
- (GK) Roland Kütt (FC Kuressaare)
- (GK) Rait Hansen (JK Sörve)
- Taavi Azarov (FC Kuressaare)
- Tõnu Ilves (JK Sörve)
- Märt Kluge (FC Kuressaare)
- Jaanis Kriska	(FC Kuressaare)
- Rene Aljas (FC Kuressaare)
- Sander Laht (JK Sörve)
- Aivo Laul (FC Kuressaare)
- Kristjan Leedo (JK Sörve)
- Kalle Lepp (FC Kuressaare)
- Amor Luup (JK Sörve)
- Kaarel Mai (JK Sörve)
- Pelle Pohlak (FC Kuressaare)
- Mario Pruul (JK Sörve)
- Martti Pukk (FC Kuressaare)
- Urmas Rajaver (FC Kuressaare)
- Kristo Samulaa (JK Sörve)
- Elari Valmas (JK Sörve)
- Sander Viira (FC Kuressaare)